# 墨染
墨染（すみぞめ）は、京都市伏見区の地名。

## 歴史
墨染の地名は、平安時代、上野岑雄（）が友人である藤原基経（）の死を悼み、「深草の野辺の桜し心あらば今年ばかりは墨染めに咲け」と歌ったところ、この地の桜が墨染色に咲いたという伝説が由来とも言われる。また、室町時代に世阿弥ら能作者が創作した、小野小町にまつわる「百夜通い」の伝説に登場する深草少将の屋敷（現在の欣浄寺）があったとされている。
この地は京街道、奈良街道、大津街道が交差している事もあり、1699年（元禄12年）、茶屋株（お茶屋の営業権）が許可される。墨染の南部（現在の伏見郵便局の東側）に撞木町（）遊廓があり、忠臣蔵でおなじみの大石内蔵助がここで遊んだ伝説が語り継がれている。
この地域の町割りは、墨染町（後述の墨染寺が所在する）が北の深草地区に曲尺型に食い込み、深草墨染町がその南側に位置するなど、小学校の区割りもそれに準じて入り組んでいる。これは1868年（明治元年）以降の行政区画の変遷によって、墨染地区の家並み以外の土地が深草村へ編入され、1931年（昭和6年）この地域が京都市に編入され共に伏見区となる時点では、墨染町が伏見市に、深草墨染町が紀伊郡深草町に、それぞれ属していた事による。
花街としての墨染は天保の改革による取締りを受け、茶点女（ちゃたておんな、茶店で接待する女性）や飯盛女（めしもりおんな、旅籠で接待し売春をする娼婦のこと）を抱えることを禁じられたが、すぐに再開された。
明治以降も存続し、1878年（明治11年）、芸妓3名、娼妓11名の存在が確認されている。しかし花街は衰退し1910年（明治43年）、京阪電気鉄道が開通した翌1911年（明治44年）頃、消滅した。
現在は、京阪本線墨染駅を中心に墨染通りや直違橋通りは商店街「墨染ショッピング街」となっている事もあり、「墨染」を冠した施設は周辺の広範囲に及ぶ。

## 墨染寺
日蓮宗の寺院。墨染桜（すみぞめざくら）で知られ、桜寺、墨染桜寺とも。山号は深草山。

## 墨染通
竹田街道（国道24号線）から墨染町を抜け、深草大亀谷から八科峠を経て六地蔵へと繋ぐ東西の通りは墨染通と呼ばれ、墨染から六地蔵までの区間は、古来「郡山街道（奈良街道）」の一部として位置付けられる。竹田街道から師団街道までは東向きの一方通行となっている。

## その他
- 墨染駅 - 京阪電気鉄道京阪本線
- 墨染発電所 - 琵琶湖疏水（鴨川運河）